# Chaulnes
Chaulnes – miejscowość i gmina we Francji, w regionie Hauts-de-France, w departamencie Somma.
Według danych na rok 2011 gminę zamieszkiwało 1 961 osób, a gęstość zaludnienia wynosiła 211 osób/km² (wśród 2293 gmin Pikardii Chaulnes plasuje się na 153. miejscu pod względem liczby ludności, natomiast pod względem powierzchni na miejscu 569.).